# Y Fali

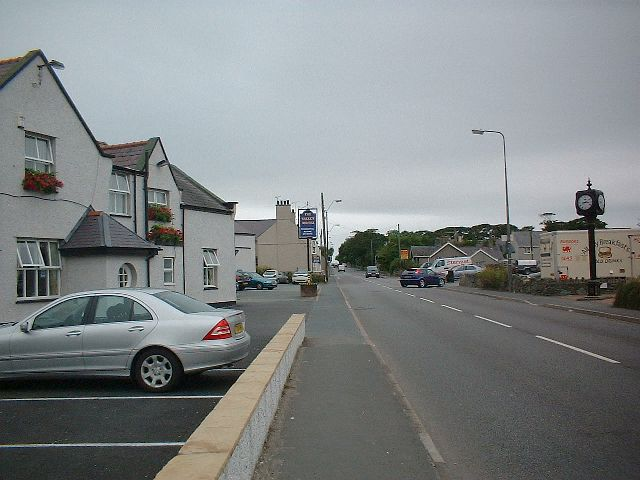
Valley

Valley és un poble a prop de Holyhead/Caergybi a la costa oest d'Anglesey, al nord de Gal·les. La població el 2001 era de 2-413 habitants. En gal·lès es refereix com a Y Dyffryn (que vol dir La Vall) o [Y] Fali (pronunciat com a Valley). Recerques recents, promogudes per l'oposició local suggereixen que Y Fali, pot ser una corrupció de Bally en Irlandès o Baile com s'escriu en Irlandès. No hi ha vall real, ja que la zona és molt plana, malgrat que es va crear una caiguda a la terra quan es va construir el terraplè de Stanley a l'illa de Sant, i això pot ser l'origen del nom. RAF Valley és una estació de la Força Aèria Reial s'ocupa de la formació de pilots de reactors ràpids. Les pistes també són utilitzats per l'aeroport Anglesey que fan vols comercials a Cardiff i l'Illa de Man. L'estació de tren de Valley es troba a la costa nord de Gal·les.